# 施巴斯坦·路斯古利達
施巴斯坦·路斯古利達（Sebastián Rusculleda ，1985年4月28日—），阿根廷足球運動員，司職中場。
路斯古利達在小保加青年隊開始他的足球生涯，他在阿積士逗留一年，然後回到小保加。 2006年，他加盟了基爾梅斯但經過災難性的2006-2007賽季，最後更面臨降班的結局。
路斯古利達然後加入堤格雷，他成為球隊的一個重要成員，在聯賽位列第二，在2007年9月，他加盟艾希利。

## 連結
- （西班牙文） Argentine Primera statistics
- Football-Lineups player profile （页面存档备份，存于）
- （西班牙文） Tigre player profile